# Fülöp-szigeteki füleskuvik
A Fülöp-szigeteki füleskuvik (Otus megalotis) a madarak (Aves) osztályának bagolyalakúak (Strigiformes) rendjéhez, ezen belül a bagolyfélék (Strigidae) családjához tartozó faj.

## Rendszerezése
A fajt Arthur Hay Tweeddale 9. márkija, skót katona és ornitológus írta le 1875-ben, a Scops nembe Scops megalotis néven.

## Előfordulása
A Fülöp-szigetekhez tartozó Luzon, Catanduanes és Marinduque szigetén honos. Természetes élőhelyei a szubtrópusi és trópusi síkvidéki és hegyi esőerdők. Állandó, nem vonuló faj.

## Megjelenése
Testhossza 28 centiméter, testtömege 200-300 gramm.
|  |

## Természetvédelmi helyzete
Az elterjedési területe nagyon, egyedszáma ugyan csökken, de még nem éri el a kritikus szintet. A Természetvédelmi Világszövetség Vörös listáján nem fenyegetett fajként szerepel.

## További információ
- Képek az interneten a fajról
- Xeno-canto.org - a faj hangja és elterjedési területe